# Division I 2004-2005
La Division I 2004-2005 è stata la 102ª edizione della massima serie del campionato belga di calcio disputata tra il settembre 2004 e il maggio 2005 e conclusa con la vittoria del Club Bruges, al suo tredicesimo titolo.
Capocannoniere del torneo fu Nenad Jestrović (Anderlecht), con 18 reti.

## Formula
Come nella stagione precedente le squadre partecipanti furono 18 e disputarono un turno di andata e ritorno per un totale di 34 partite.
Le ultime due classificate retrocedettero in Division 2.
Le società ammesse alle coppe europee furono sette: le prime due classificate si qualificarono alla UEFA Champions League 2005-2006, la terza e la vincitrice della coppa nazionale alla Coppa UEFA 2005-2006 e altre tre squadre alla coppa Intertoto 2005.

## Classifica finale
|    | Classifica         | G  | V  | N  | P  | GF | GS | Dif | Pt |
| -- | ------------------ | -- | -- | -- | -- | -- | -- | --- | -- |
| 1  | Club Bruges        | 34 | 24 | 7  | 3  | 83 | 25 | +58 | 79 |
| 2  | Anderlecht         | 34 | 23 | 7  | 4  | 75 | 34 | +41 | 76 |
| 3  | Genk               | 34 | 21 | 7  | 6  | 59 | 37 | +22 | 70 |
| 4  | Standard Liegi     | 34 | 21 | 7  | 6  | 64 | 30 | +34 | 70 |
| 5  | Charleroi          | 34 | 19 | 7  | 8  | 47 | 34 | +13 | 64 |
| 6  | Gent               | 34 | 18 | 5  | 11 | 46 | 36 | +10 | 59 |
| 7  | La Louvière        | 34 | 12 | 8  | 14 | 43 | 43 | +0  | 44 |
| 8  | Lokeren            | 34 | 11 | 11 | 12 | 36 | 38 | -2  | 44 |
| 9  | Germinal Beerschot | 34 | 12 | 6  | 16 | 36 | 45 | -9  | 42 |
| 10 | Lierse             | 34 | 12 | 5  | 17 | 57 | 60 | -3  | 41 |
| 11 | Cercle Bruges      | 34 | 12 | 5  | 17 | 45 | 74 | -29 | 41 |
| 12 | Westerlo           | 34 | 11 | 6  | 17 | 34 | 54 | -20 | 39 |
| 13 | R.E. Mouscron      | 34 | 10 | 6  | 18 | 40 | 43 | -3  | 36 |
| 14 | Sint-Truiden       | 34 | 10 | 6  | 18 | 40 | 58 | -18 | 36 |
| 15 | Brussels           | 34 | 10 | 3  | 21 | 32 | 60 | -28 | 33 |
| 16 | KSK Beveren        | 34 | 8  | 8  | 18 | 43 | 59 | -16 | 32 |
| 17 | Ostenda            | 34 | 6  | 9  | 19 | 31 | 62 | -31 | 27 |
| 18 | Mons               | 34 | 7  | 5  | 22 | 39 | 58 | -19 | 26 |

### Verdetti
- Club Brugge campione del Belgio 2004-05.
- Oostende e Mons retrocesse in Division II.